# عزرا كارتر
عزرا كارتر (بالإنجليزية: Ezra Carter)‏ هو مدير أمريكي، ولد في 21 أكتوبر 1888 في Maces Spring, Virginia ‏ في الولايات المتحدة، وتوفي في 1975 في Madison, Tennessee ‏ في الولايات المتحدة.

## وصلات خارجية
- عزرا كارتر على موقع ميوزك برينز (الإنجليزية)